# Pelmatellus nubicola
Pelmatellus nubicola är en skalbaggsart som beskrevs av Henri Goulet. Pelmatellus nubicola ingår i släktet Pelmatellus och familjen jordlöpare. Inga underarter finns listade i Catalogue of Life.